# Верхнебельский сельсовет (Красноярский край)
Верхнебельский сельсове́т — до 1980-х: административно-территориальная единица в подчинении Енисейского городского совета Красноярского края.

## История
Посёлок Верхнебельск до 1980-х годов находился в подчинении Енисейского городского совета и образовывал Верхнебельский сельсовет. В 1980-х был включён в состав Новокаргинского сельсовета Енисейского района.